# 东升街道 (福州市)
东升街道是中国福建省福州市仓山区下辖的一个街道，地处仓山区中部，东至则徐大道白湖桥与三叉街街道交界，南至利民路、下濂浦与盖山镇相邻，西至上三路利民桥与仓山镇、对湖街道相邻，北至三叉街环岛、上三路与仓前街道交界。

## 行政区划
东升街道现辖3个社区：
东兴社区、东南社区和东辉社区。
1. ↑  . 中国·国家地名信息库.
2. ↑  . 中华人民共和国国家统计局. 2023 （中文（中国大陆））.[]